# Pandora trilineata
Pandora trilineata är en musselart som beskrevs av Thomas Say 1822. Pandora trilineata ingår i släktet Pandora och familjen Pandoridae. Inga underarter finns listade i Catalogue of Life.